# شيتارا (شخصية خيالية)
شيتارا (بالإنجليزية: Cheetara)‏ هي شخصية خيالية وشخصية رئيسية في سلسلة قطط الرعد أو النمور الصاعقة وظهرت لأول مرة في 9 سبتمبر من عام 1985، شيتارا هي العضو الانثوي الفريق في المجموعة بالإضافة إلى وليكيت وتستخدم عصا ذهبية يمكنها تطويل نفسها تلقائيًا.